# Federico Borromeo (1617-1673)
 No se debe confundir con el cardenal Federico Borromeo (1564-1631).
Federico Borromeo (Milán, 29 de mayo de 1617 - Roma, 18 de febrero de 1673) fue un cardenal italiano.
Hijo del conde de Arona Julio César Borromeo y de Giovanna Cesi, estudió teología y derecho civil y canónico antes de marchar a Roma en 1635. 
Fue gobernador de Ascoli en 1643, de Benevento en 1646, inquisidor en Malta en 1652, Patriarca de Alejandría desde 1654, nuncio apostólico en Suiza entre 1654 y 1665, gobernador de Roma entre 1666 y 1668 y nuncio en España entre 1668 y 1670. 
Este mismo año fue nombrado secretario de estado de la Santa Sede y creado cardenal en el consistorio de 22 de diciembre, recibiendo al año siguiente el capelo cardenalicio y el título de San Agustín, que en 1672 cambió por el de Sant'Agnese fuori le mura.  Muerto en Roma en 1673, fue enterrado en la iglesia de San Carlo al Corso.
| Predecesor: ?                  | Patriarca latino de Alejandría 1654 - 1670        | Sucesor: Alejandro Crescenzi |
| Predecesor: Vitaliano Visconti | Nuncio apostólico en España 1668 - 1670           | Sucesor: Galeazzo Marescotti |
| Predecesor: Decio Azzolino     | Secretario de Estado de la Santa Sede 1670 - 1673 | Sucesor: Francisco Nerli     |